# Раевские (Мозырский район)
Раевские (бел. Раеўскія) — деревня в Козенском сельсовете Мозырского района Гомельской области Республики Беларусь.
Около деревни месторождение каменной соли (более 600 млн т).

## География

### Расположение
В 6 км на юг от Мозыря, 7 км от железнодорожной станции Козенки (на линии Калинковичи — Овруч), 140 км от Гомеля.

## Транспортная сеть
Транспортные связи по просёлочной, затем автодорогам, которые отходят от Мозыря. Планировка состоит из короткой прямолинейной улицы, ориентированной с юго-запада на северо-восток и застроенной деревянными крестьянскими усадьбами.

## История
По письменным источникам известна с начала XVIII века как село в Мозырском уезде Минской губернии. Обозначена на карте Минского воеводства 1800 года. В 1879 году село в Мозырском церковном приходе. В 1930 году организован колхоз «XIII Октябрь», работала кузница. Действовала начальная школа (в 1935 году 39 учеников). Во время Великой Отечественной войны 11 января 1944 года освобождена от немецкой оккупации. 23 жителя погибли на фронте. Согласно переписи 1959 года в составе колхоза имени М. И. Калинина (центр — деревня Бобренята), работал клуб.

## Население

### Численность
- 2004 год — 18 хозяйств, 33 жителя.

### Динамика
- 1897 год — 15 дворов 108 жителей (согласно переписи).
- 1925 год — 31 двор.
- 1959 год — 147 жителей (согласно переписи).
- 2004 год — 18 хозяйств, 33 жителя.

## Известные уроженцы
- И. М. Дикан — генерал-майор, командир и комиссар 10-й Журавичской партизанской бригады.